# Точкувана бръмчаща жаба
Точкувана бръмчаща жаба (Chiasmocleis ventrimaculata) е вид жаба от семейство Тесноусти жаби (Microhylidae). Видът не е застрашен от изчезване.

## Разпространение
Разпространен е в Боливия, Бразилия, Еквадор, Колумбия и Перу.